# Župa Naše Gospe Kraljice Hrvata
Rimokatolička župa Naše Gospe Kraljice Hrvata (eng. Our Lady Queen of Croatia Roman Catholic parish Toronto, Ontario), hrvatska je župa u Torontu, u Kanadi. 
U župi djeluju Hrvatska župna katolička škola “Kardinal Stepinac”, folklorno društvo “Jadran”, župni zborovi i društvo Hrvatska Katolička Žena. 
Zajedno s drugim dvjema hrvatskim župama iz Ontaria u Kanadi, Župom hrvatskih mučenika Mississauga i Župom Svetog Trojstva Oakville, izdaje Župni vjesnik hrvatskih rimokatoličkih župa.